# تونوتوساسا (فلوریدا)
تونوتوساسا (به انگلیسی: Thonotosassa) یک منطقهٔ مسکونی در ایالات متحده آمریکا است که در شهرستان هیلزبرو، فلوریدا واقع شده‌است. تونوتوساسا ۷۳٫۴ کیلومتر مربع مساحت و ۱۳٬۰۱۴ نفر جمعیت دارد و ۱۰ متر بالاتر از سطح دریا قرار دارد.